# Опасность креационизма в образовании
«Опасность креационизма в образовании» — принятая 4 октября 2007 года резолюция ПАСЕ, подготовленная вместе с одноимённым докладом.

## История принятия резолюции
Процесс подготовки резолюции начался в 2006 году, когда ряд делегатов ПАСЕ во главе с британским лейбористом Эндрю Макинтошем внесли на рассмотрение проект одноимённой рекомендации.
Докладчиком стал французский делегат-социалист Ги Ленань. Подготовленный им доклад, включавший в себя проект  резолюции был возвращён Ассамблеей в Комитет по культуре, науке и образованию на переработку по инициативе лидера группы христианских демократов в ПАСЕ, фламандца Люка ван ден Бранде, 63 голосами против 46. Комитет по культуре, науке и образованию выразил протест против процедуры, по которой доклад был возвращён на переработку.
Доклад был переработан новым докладчиком, люксембургской делегатом от либералов Анн Брассёр, и резолюция, после внесения Ассамблеей ряда поправок, была принята Ассамблеей 48 голосами против 25.

## Содержание резолюции
Резолюция утверждает, что «креационизм не может претендовать на то, чтобы считаться научной дисциплиной» (пкт. 4) и относит «разумный замысел» к креационизму (пкт. 8). При этом резолюция считает допустимым представление креационистских идей как дополнения к культурному и религиозному образованию (пкт. 16).
Призывающая к действию часть резолюции звучит следующим образом:

19. В связи с этим Парламентская ассамблея призывает государства-члены и, в частности их органы образования:
19.1. защищать и пропагандировать научные знания;
19.2. укреплять обучение основам науки, её истории, гносеологии и методике, наряду с преподаванием объективных научных знаний;
19.3. сделать науку более понятной, привлекательной, приблизить её к реалиям современного мира;
19.4. твердо противостоять учению креационизма как научной дисциплины, равной теории эволюции, и в целом противодействовать выдвижению креационистских идей в любой научной дисциплине, помимо религии;

19.5. пропагандировать изучение в рамках школьных программ эволюции как основополагающей научной теории.

## Реакция на резолюцию и освещение её в СМИ
Ещё до принятия резолюции доклад Ленаня вызвал критику со стороны креационистского блога «Uncommon Descent» и Европейского центра закона и правосудия (филиал Американского центра закона и правосудия). После отклонения Ассамблеей первого варианта доклада Ленань в своём интервью газете «20 Minutes» заявил, что «мы способствуем возврату в средневековье». Доклад Брассёр приветствовался просветительским блогом Panda's Thumb.
Резолюцию осветили, в частности, Deutsche Welle (отметив разногласия среди членов ПАСЕ по вопросу о том, является ли резолюция нападкой на определённые религии), Комитет по скептическому расследованию, Радио Ватикана (напомнив, что согласно Бенедикту XVI, эволюция — больше чем гипотеза) и Die Welt.
Резолюцию критиковали, в частности, ряд деятелей РПЦ, включая В. Чаплина и А. Кураева, креационистская организация Creation Ministries International и руководитель семинарии Южной баптистской конвенции Альберт Молер, а сайт Х. Яхьи заявил, что резолюция — знак «серьёзной обеспокоенности в кругах материалистов, атеистов и дарвинистов».
В 2009 году резолюция послужила исходным пунктом для семинара, проведённого в Дортмунде под руководством Д. Графа из Дортмундского технического университета. Семинар, на котором, среди прочих, выступала Анна Брассёр, был проведён при поддержке министерства образования и науки ФРГ, в сотрудничестве с Институтом Макса Планка, Венским университетом и Университетом Анкары. Международное общество науки и религии опубликовало статью, критичную по отношению как к младоземельному креационизму, так и к «разумному замыслу», но критикующую и резолюцию — за излишнюю жёсткость.